# Johannes Eudes

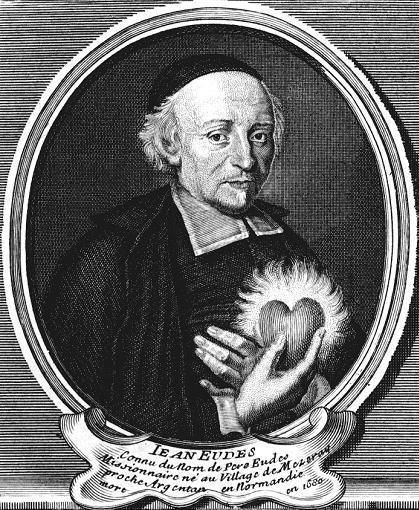
Johannes Eudes

Johannes Eudes, auch Jean Eudes (* 14. November 1601 in Mazerai bei Ri, Normandie, Frankreich; † 19. August 1680 in Caen) war ein französischer römisch-katholischer Priester und Gründer der Kongregation von Jesus und Maria und der Kongregation der Schwestern vom Guten Hirten. Wegen seines Einsatzes für die Verbreitung der Verehrung der Herzen Jesu und Mariens wird der hl. Johannes Eudes auch „Urheber, Lehrer und Apostel der liturgischen Verehrung des Herzens Jesu“ (Papst Pius X.) genannt. Sein Gedenktag ist der 19. August.

## Leben
Seine Eltern beteten lange zur Jungfrau Maria um ein Kind und weihten es ihr nach seiner Geburt, was der hl. Johannes Eudes gerne in seinen Predigten erwähnte.
Mit 14 Jahren kam er in Caen in eine von Jesuiten geleitete Schule. 1622 lernte er in Caen die von Kardinal Pierre de Bérulle gegründete Weltpriestergemeinschaft der Oratorianer kennen und trat dort ein. Am 20. Dezember 1625 wurde er zum Priester geweiht.
1627 schrieb ihm sein Vater, dass in und um Argentan die Pest wütete und viele Menschen ohne Sakramente starben. Johannes Eudes widmete sich daraufhin der Pflege und Seelsorge unter den Pestkranken.
Auf Anregung von Kardinal Bérulle, seinem Oberen, hielt Eudes zahlreiche Volksmissionen und schrieb Bücher, von denen das bekannteste Das Leben und das Königreich Jesu in den christlichen Seelen ist. Seine Spiritualität ist stark durch die École française de spiritualité („Französische Schule“) Bérulles beeinflusst. Die École française wandte sich gegen den elitären Jansenismus in der Ausprägung von Port Royal, der eine strenge Frömmigkeit pflegte. Johannes Eudes stellte demgegenüber die Barmherzigkeit Gottes in den Mittelpunkt seiner Verkündigung.
1640 begründete er in Caen die Ordensgemeinschaft der Damen der christlichen Liebe.
Der hl. Johannes Eudes begegnete oft Priestern, die wenig auf ihr Amt vorbereitet waren und es schlecht ausübten. Deshalb wollte er für eine bessere Ausbildung der angehenden Priester sorgen. Dies lehnten seine Vorgesetzten jedoch ab, weil es nicht zum Zweck der Gemeinschaft passte. Nach langem Gebet und Ringen verließ er die Kongregation des Oratoriums am 25. März 1643 mit einigen Priestern und gründete eine neue Gemeinschaft: die Kongregation von Jesus und Maria CJM, die heute auch Eudisten genannt wird.
Diese Gemeinschaft eröffnete in Caen ein Seminar. Später gründete der hl. Johannes Eudes weitere Seminare in der Normandie und in der Bretagne. Unermüdlich erinnerte er die Priester an den Sinn ihrer Aufgabe und predigte ihnen die priesterliche Lebensheiligkeit: der Priester, der mit dem Leben Christi verbunden ist, muss ein „leibhaftes Bild von Christus“ sein, er muss „mit seiner Heiligkeit bekleidet“ werden.
Am 8. Februar 1647 ließ Johannes Eudes in Autun das erste liturgische Fest des Herzens Mariens feiern. Die Mutter Jesu ist für Eudes „der vollendete Typ“ des christlichen Lebens: In ihrem Herzen lebt und herrscht Christus vollkommen.
1672 feierten die Eudistengemeinschaften das erste liturgische Fest des heiligsten Herzens Jesu. In den ersten Jahren wurde das Fest am 30. August, ab 1672 am 20. Oktober begangen. Die Einführung dieses Festes, das später auf die Weltkirche ausgedehnt wurde, war das Resultat seines ganzen Lebens des Gebets und apostolischen Dienstes.
Eudes gründete 1641 in Caen ein Haus der „Zuflucht“, in dem sich fromme Frauen um ehemalige Prostituierte kümmerten, die ein neues Leben beginnen wollten. Daraus entwickelte sich die Ordensgemeinschaft „Unsere Frau von der Liebe“, aus der später die Schwestern vom Guten Hirten hervorgingen. Ein bekanntes Mitglied dieses Ordens war die seliggesprochene Maria Droste zu Vischering.

## Heiligsprechung
Der Heilige Johannes Eudes starb in Caen am 19. August 1680 und wurde 1909 durch Papst Pius X. selig- und 1925 durch Papst Pius XI. heiliggesprochen.

## Schriften
- La vie et le Royaume de Jésus, 1637
- Le bon confesseur, 1666
- Le Cœur admirable de la très Sainte Mére de Dieu, 1680

## Werkausgaben
- Oeuvres complètes, Hrsg. J. Lebrun u. Ch. Dauphin, Vannes 1905/11
- Oeuvres choisies de saint Jean Eudes. Lethielleux, Paris 1935.